# إميليا مونجوا ليفاكا
إميليا مونجوا ليفاكا (11 أبريل 1959 - 20 أبريل 2021) سياسية كاميرونية وعضو في الحركة الديمقراطية الشعبية الكاميرونية. كانت عضوًا في الجمعية الوطنية، تم انتخابها في عام 2002 وأعيد انتخابها في الأعوام 2007 و2013 و2020. كانت رئيسة اللجنة التنفيذية لاتحاد الكومنولث البرلماني لاتفاق السلام الشامل من 2017 إلى 2021. كانت نائبة رئيس الجمعية الوطنية في الكاميرون.
تُوفيت مونجوا ليفاكا في 20 أبريل 2021 عن عمر يناهز 62 عامًا.